# 貝奈特 (阿拉巴馬州)
貝奈特（英語：Benoit）是位於美國阿拉巴馬州沃克縣的一個非建制地區。該地的面積和人口皆未知。

## 地理
貝奈特的座標為33°45′14″N 87°09′26″W / 33.75389°N 87.15722°W，而該地的平均海拔高度為93米（即302英尺）。